# Vajda Lajos (történész)
Vajda Lajos (Szentdemeter, 1926. december 27. – Kolozsvár, 1990. március 23.) erdélyi magyar történész, felesége V. Szendrei Júlia.

## Életútja
Középiskolai tanulmányait a kolozsvári Római Katolikus Főgimnáziumban végezte (1946), diplomáját a Bolyai Tudományegyetem történelem szakán szerezte (1951); a Történelem Karon volt tanársegéd (1951–55), majd 1955-től az RKP KB mellett működő Történelmi és Társadalompolitikai Intézet kolozsvári osztályának vezetője. Az erdélyi bánya- és vasipar tárgyában írt dolgozatával (kivonata megjelent 1968-ban) elnyerte a történelemtudományok doktora címet. Disszertációjának témája: Erdély bányászata és ércfeldolgozása 1848–1867 között.

## Munkássága
Első írása az Igazság c. napilapban jelent meg (1954). Saját vallomása szerint zsenge fiatalkori élményekre épülő professzori útmutatások, témaköri vonzódás és foglalkozásbeli kötelesség szerencsés egybeeséseként „az erdélyi bánya- és kohóipar utóbbi másfél-két századának vizsgálódása határozta meg jószerével közel három évtizedes kutatói pályáját”. Közölt ugyan néhány tanulmányt a mezőgazdasági viszonyokról és a parasztmozgalmakról, ám kedvelt témája az erdélyi ipar fejlődése maradt. E tárgykörben a 18. századig felmenő adatai, következtetései munkásságának maradandó értékei. Több tanulmányt, önálló kötetet szentelt az ipari forradalom erdélyi kibontakozásának, az erdélyi vasbányászat és vasfeldolgozás több évszázados múltjának, a köpeci szénbányászat, a szentkeresztbányai vasbányászat és -gyártás történetének, az erdélyi vasútépítés kezdeteinek. Munkahelyi kötelezettségéből adódóan munkásságában különös súlyt kapott az ipari proletariátus kialakulásának és a munkásmozgalom történetének kutatása (az erdélyi sóbányászoknak, a zalatnai uradalom bányászainak életkörülményei és követelései, a szakszervezeti mozgalom, az 1920. októberi romániai általános sztrájk). Vizsgálódásai során messzemenően hasznosította a korabeli erdélyi magyar munkássajtó anyagát.
Tanulmányainak többsége román nyelven jelent meg, de több cikkét magyarul közölte, néhányat pedig német, francia, angol fordításban is kiadtak. Munkatársa volt az Előre, Igazság, Korunk, Familia, Făclia, Scînteia, Tribuna című lapoknak, az Acta Musei Napocensis, Anale de Istorie, Anuarul Institutului de Istorie din Cluj, Studia Universitatis Babeş–Bolyai című szakfolyóiratoknak. Tanulmánya jelent meg a kolozsvári Bolyai Tudományegyetem 1945–1955 (Kolozsvár, 1956) c. kötetben is.
Társszerkesztője az Október zászlaja alatt : a Nagy Októberi Szocialista Forradalomban részt vett Kolozsvár tartományi vörösgárdisták visszaemlékezéseiből c. kötetnek (Kolozsvár, 1957, egyidejű román változattal). Részt vett a 19. századi – 20. század eleji szocialista és munkásmozgalom román nyelvű forrásgyűjteményének összeállításában, szerkesztésében (főszerk. Ion Popescu-Puţuri, 1971–75).
Az Osztrák–Magyar Monarchia összeomlásával kapcsolatos kérdések vizsgálatának szentelt nemzetközi értekezleten (Budapest, 1964) bemutatott, az egykori mezőgazdasági viszonyokat elemző dolgozata (társszerzők Ştefan Pascu, C. C. Giurescu, Kovács József) román (Destrămarea Monarhiei Austro-Ungare 1900–1918. Szerk. C. Daicoviciu, M. Constantinescu. Bukarest, 1964), német (Die Agrarfrage in der Österreich-Ungarischen Monarchie 1900–1918. Bukarest, 1965) és francia nyelvű (La désagrégation de la Monarchie Austro-Hongroise 1900–1918. Bukarest, 1965) tanulmánykötetekben olvasható.

## Kötetei
- Adalékok az erdélyi szakszervezeti mozgalom történetéhez 1848–1917 (társszerző Fodor László, román nyelvű változattal, Bukarest, 1957)
- Greva generală din România 1920 (társszerzőkkel, Bukarest, 1960)
- Munkás- és parasztmozgalmak Erdélyben 1905–1907 (társszerzők Egyed Ákos, Ion Cicală, Bukarest, 1962)
- În sprijinul Republicii Ungare a Sfaturilor (társszerzőkkel, Bukarest, 1969); *Pagini de istorie revoluţionară 1848–1971. Oameni, fapte, locuri (társszerzők Gh. Bodea, Fodor László, Kolozsvár, 1971)
- Fabrica de mobilă Libertatea Cluj 1870–1970 (társszerzőkkel, Kolozsvár, 1971)
- Köpecbánya 1872–1972 (társszerző Kisgyörgy Zoltán, Sepsiszentgyörgy 1972; román nyelvű változata: Mina Căpeni 1872–1972. Kolozsvár, 1972)
- 1907. A nagy parasztfelkelés erdélyi visszhangja (Bukarest, 1977)
- Erdélyi bányák, kohók, emberek, századok. Gazdaság-, társadalom- és munkásmozgalomtörténet a XVIII. század második felétől 1918-ig (Bukarest, 1981)
- A szentkeresztbányai vasgyártás története (Bukarest, 1983)
- Az erdővidéki szénbányászat 150 éve – Köpecbánya 1872–2022 (társszerző Kisgyörgy Zoltán, Tortoma, Barót, 2022)